# Jackson (cognome)
Jackson è un cognome di lingua inglese.

## Etimologia
È un cognome derivato dal patronimico Jackson, figlio di Jack.
Dal cognome deriva il nome Jackson.

## Persone

### Cinema
- Cameron Jackson, attore ceco
- Glenda Jackson, attrice e politica britannica
- Joshua Jackson, attore canadese
- Kate Jackson, attrice statunitense
- Peter Jackson, regista neozelandese
- Samuel L. Jackson, attore statunitense

### Letteratura
- Michael Jackson, scrittore inglese
- Shelley Jackson, scrittrice statunitense

### Militari
- Thomas Jonathan Jackson, militare confederato

### Musica
- Jackson, famiglia statunitense i cui componenti sono famosi nel campo della musica pop
- Adrian Jackson, bassista britannico
- Alan Jackson, cantante country statunitense
- Janet Jackson, cantautrice statunitense
- Jermaine Jackson, musicista statunitense
- Joe Jackson, musicista e cantautore inglese
- La Toya Jackson, cantante statunitense
- Mahalia Jackson, cantante statunitense
- Michael Jackson, cantante statunitense
- Milt Jackson, compositore e jazzista statunitense
- Randy Jackson, musicista statunitense

### Politica
- Andrew Jackson, 7º Presidente degli Stati Uniti d'America
- George Jackson, attivista delle Pantere Nere statunitense
- Jesse Jackson, pastore e politico statunitense

### Scienza
- Cyril V. Jackson, astronomo sudafricano
- Jaime Jackson, scrittore e veterinario statunitense

### Sport
- Arnold Jackson, ex atleta britannico
- Bershawn Jackson, atleta statunitense
- Colin Jackson, ex atleta britannico
- Darnell Edred Jackson, cestista statunitense
- Grace Jackson, ex atleta giamaicana
- Jaren Jackson, ex cestista statunitense
- John Jackson, pugile britannico
- Laurence Jackson, giocatore di curling britannico
- Lucious Brown Jackson, ex cestista statunitense
- Marjorie Jackson, ex atleta australiana
- Michael Derek Jackson, ex cestista statunitense
- Philip Douglas Jackson, ex cestista e allenatore di pallacanestro statunitense

### Personaggi immaginari
- Daniel Jackson, personaggio del film Stargate e della serie televisiva Stargate SG-1
- Percy Jackson, personaggio della serie di libri di Rick Riordan Percy Jackson e gli dei dell'Olimpo e del suo sequel, Eroi dell'Olimpo